# Walery Jasiński (duchowny)
Walery Józef Jasiński (ur. 21 lutego 1904 w Koszalinie, zm. 19 listopada 1981 w Orchard Lake, Michigan) – polski ksiądz katolicki, kanonik, prałat, duchowny Polonii amerykańskiej.

## Dzieciństwo i edukacja
Syn Jakuba Jasińskiego i Wiktorii z domu Błażejewicz. W 1908 przeprowadził się wraz z rodzicami do Mysłowic, gdzie uczęszczał do szkoły powszechnej. Od 1914 uczył się w Królewskim Gimnazjum w Mysłowicach. Po maturze w 1923 rozpoczął studia teologiczne na Uniwersytecie Jagiellońskim. Po drugim roku studiów Administrator Apostolski polskiej części Górnego Śląska (z której August Hlond (późniejszy kardynał i prymas Polski) wysłał kleryka Jasińskiego do Rzymu na studia na uniwersytecie Gregorianum.

## Kapłaństwo
Święcenia kapłańskie przyjął 14 października 1928. Sakramentu udzielił mu biskup katowicki Arkadiusz Lisiecki. Mszę prymicyjną odprawił w Mysłowicach 17 października 1928. Jako kapłan był przez rok wikarym w Dębie, następnie katechetą w Żeńskim Seminarium Nauczycielskim w Nowej Wsi. Ponadto został ojcem duchowym w Śląskim Wyższym Seminarium Duchownym w Krakowie, w którym pod jego duchową opieką znajdowało się m.in. trzech kleryków, którzy zostali w późniejszym czasie biskupami (w tym obecny biskup – senior diecezji koszalińsko-kołobrzeskiej Ignacy Jeż). W kolejnych latach został wizytatorem nauki religii w szkołach handlowych i przemysłowych z ramienia Kurii Biskupiej w Katowicach. Był aktywnym propagatorem wartości chrześcijańskich wśród polskich nauczycieli i uczniów, co było reakcją na wzrastające znaczenie lewicującego Związku Nauczycielstwa Polskiego, który propagował świeckie szkolnictwo. Swoje przemyślenia w tej kwestii opublikował w książce O Katolicką szkołę w Polsce. Widział w tym ruchu zjawiska, które mogły doprowadzić do upadku autorytetu moralnego nauczycieli jako przewodników swoich podopiecznych, a przez to do nasilenia zjawisk patologii wśród młodzieży, chuligaństwa, nałogów i zbytniej samowoli, doprowadzającej do ostatecznego załamania się systemu wartości i zasad funkcjonowania współczesnego społeczeństwa.

## Emigracja
Latem 1939 ksiądz Walery Jasiński przybył do Stanów Zjednoczonych w celu zbadania pracy tutejszych szkół handlowych i przemysłowych oraz ich systemu wychowawczego. Tutaj zastała go II wojna światowa uniemożliwiając mu powrót do ojczyzny. W 1939 został profesorem w Seminarium Polskim w Orchard Lake, gdzie pełnił swe obowiązki aż do śmierci. W seminarium i na dwóch innych uczelniach (m.in. w Polskich Zakładach Naukowych) wykładał dogmatykę, katechetykę, apologetykę i religię. Pomagał poprzez pracę duszpasterską Polonii amerykańskiej w parafiach: Bożego Ciała, Przemienienia Pańskiego w Detroit, Trójcy Świętej w Windsor, Zmartwychwstania Pańskiego w Detroit oraz św. Stefana w New Boston. Po zakończeniu II wojny światowej organizował pomoc dla polskiego Kościoła. Był kapelanem kilku polonijnych organizacji m.in. Stowarzyszenia Polskich Akademików Academia. Angażował się w krzewienie polskości w Stanach Zjednoczonych: prowadził rekolekcje, wykłady, odczyty, prelekcje i przemówienia. Napisał około 300 artykułów dla czasopism amerykańskich w języku polskim i angielskim. Był współzałożycielem i wieloletnim prezesem Polsko-Amerykańskiego Stowarzyszenia Historycznego oraz przewodniczącym dystryktu Detroit-Windsor Katolickiego Stowarzyszenia Filozofów oraz asystentem kościelnym Stowarzyszenia Veritas. Należał też do współorganizatorów Zjazdów Homiletycznych Kapłanów Polskich oraz Zjazdów Polsko-Amerykańskich Zgromadzeń Żeńskich.
W 1958 roku został naczelnym redaktorem polonijnej gazety Sodalis Polonia w Orchard Lake, którą prowadził do końca życia. Był współorganizatorem kilku pielgrzymek polonijnej młodzieży do Polski. Przyjaźnił się z kardynałami: Kominkiem, Wojtyłą oraz Stefanem Wyszyńskim. Po wyborze na papieża Jana Pawła II był też inicjatorem modlitewnej grupy Krucjata Pomocy Ojcu Świętemu. Ksiądz Walery Jasiński należał do licznych organizacji naukowych w Stanach Zjednoczonych i poza nimi. Napisał kilka prac naukowych z dziedziny pedagogiki, wychowania, teologii i problemów emigracyjnych.
W dowód uznania za bardzo aktywną działalność ksiądz Walery Jasiński został w 1958 honorowym kanonikiem diecezji katowickiej, a papież Jan XXIII w 1963 wyniósł go do godności prałata domowego. Studenci z Kolegium Najświętszej Maryi Panny wręczyli mu Złoty Klucz jako profesorowi, który umiał wyłożyć, przekonać, otworzyć wrota do wiedzy o Polsce.
Został pochowany w Orchard Lake.